# ۱۸۵۷
۱۸۵۷ (میلادی) هزار و هشتصد و پنجاه و هفتمین سال تقویم میلادی است.

## رویدادها
پایان دودمان گورکانیان بعد از سرنگونی بهادرشاه دوم توسط کمپانی هند شرقی بریتانیا

## زادگان
- ۱۲ ژانویه – کنوت آنگستروم، فیزیک‌دان سوئدی (د. ۱۹۱۰)
- ۲۷ مارس – کارل پیرسون، ریاضی‌دان بریتانیایی (د. ۱۹۳۶)
- ۲۲ آوریل – پال درسر، خواننده آمریکایی (د. ۱۹۰۶)
- ۳۱ مه – پیوس یازدهم، کشیش، کتابدار، و دیپلمات ایتالیایی (د. ۱۹۳۹)
- ۸ سپتامبر – گئورگ میشائلیس، سیاست‌مدار آلمانی (د. ۱۹۳۶)
- ۲۶ نوامبر – فردینان دو سوسور، زبان‌شناس سوئیسی (د. ۱۹۱۳)

## درگذشتگان
- ۱۵ فوریه – میخائیل گلینکا، آهنگساز روسی (ز. ۱۸۰۴)
- ۲۳ مه – آگوستین لویی کوشی، ریاضی‌دان و مهندس فرانسوی (ز. ۱۷۸۹)
- ۲۶ نوامبر – یوزف فرایهر فن آیشندرف، نویسنده و شاعر آلمانی (ز. ۱۷۸۸)
- ۳ اوت – اوژن سو، نویسنده فرانسوی (ز. ۱۸۰۴)
- ۵ سپتامبر – اگوست کنت، فیلسوف فرانسوی (ز. ۱۷۹۸)